# Méloé (prénom)
Pour les articles homonymes, voir Méloé.
Méloé  est un prénom féminin.
Il a surtout été attribué en Charente-Maritime (XIXe siècle), puis en Louisiane et aux Antilles (XXe siècle) et est en évolution, 156 naissances depuis 1950 avec un fort taux en 2004 (28 naissances) .
Certains[Qui ?] disent que ce prénom serait un mélange de Mélanie et de Chloé.
L'origine de ce prénom pourrait être la version féminine de Melor (Prince Breton)
C'est aussi une variété de coléoptère: le Meloe
Son dérivé masculin tend vers Méloir
De nos jours[Quand ?], ce prénom tend à se masculiniser.

## Variantes
- Maloé.

## Fête liturgique
-  Le 26 janvier pour Sainte Mélanie dite "Mélanie l'ancienne"
- Le 31 décembre pour Sainte Mélanie dite Mélanie la Jeune
- Le 25 octobre pour Chloé

## Médecine
C'est la Cantharide des Officines, le Meloe proscarabaeus est employé comme vésicant et remplace la cantharide

## Musique
- Méloé, groupe de world progressive expérience
- Le duo Méloé 
- Le Trio Méloé 

## Art
- "Les Romains de la Décadence (1847)", copie réduite par Marsaud Marie Méloé du tableau de Thomas Couture, exposé au Musée des beaux-arts de Bordeaux[8]

- "Méloé", tableau de A.Bonnefoit, Huile sur toile 60 x 30, exposé à la galerie laetitia[9]

## Littérature
- "Méloé", de franck Roy, roman, BN 41064963[10]

- "Méloé", roman féerique, réédité en 1745 sous le titre "miroir ou histoire gringuenodine" de Claude Parfait/Frères François mais aussi attribué à H.B. Blanes (+1754)